# Parc national El Palmar
Pour les articles homonymes, voir El Palmar.
Le parc national El Palmar (Parque Nacional El Palmar en espagnol), en Argentine, créé en 1965 dans le but de sauvegarder un secteur représentatif de territoire peuplé de palmiers butia yatay, est localisé au centre-est de la province d'Entre Ríos, sur le Río Uruguay. Il est proche de la ville de Colón.

## Description

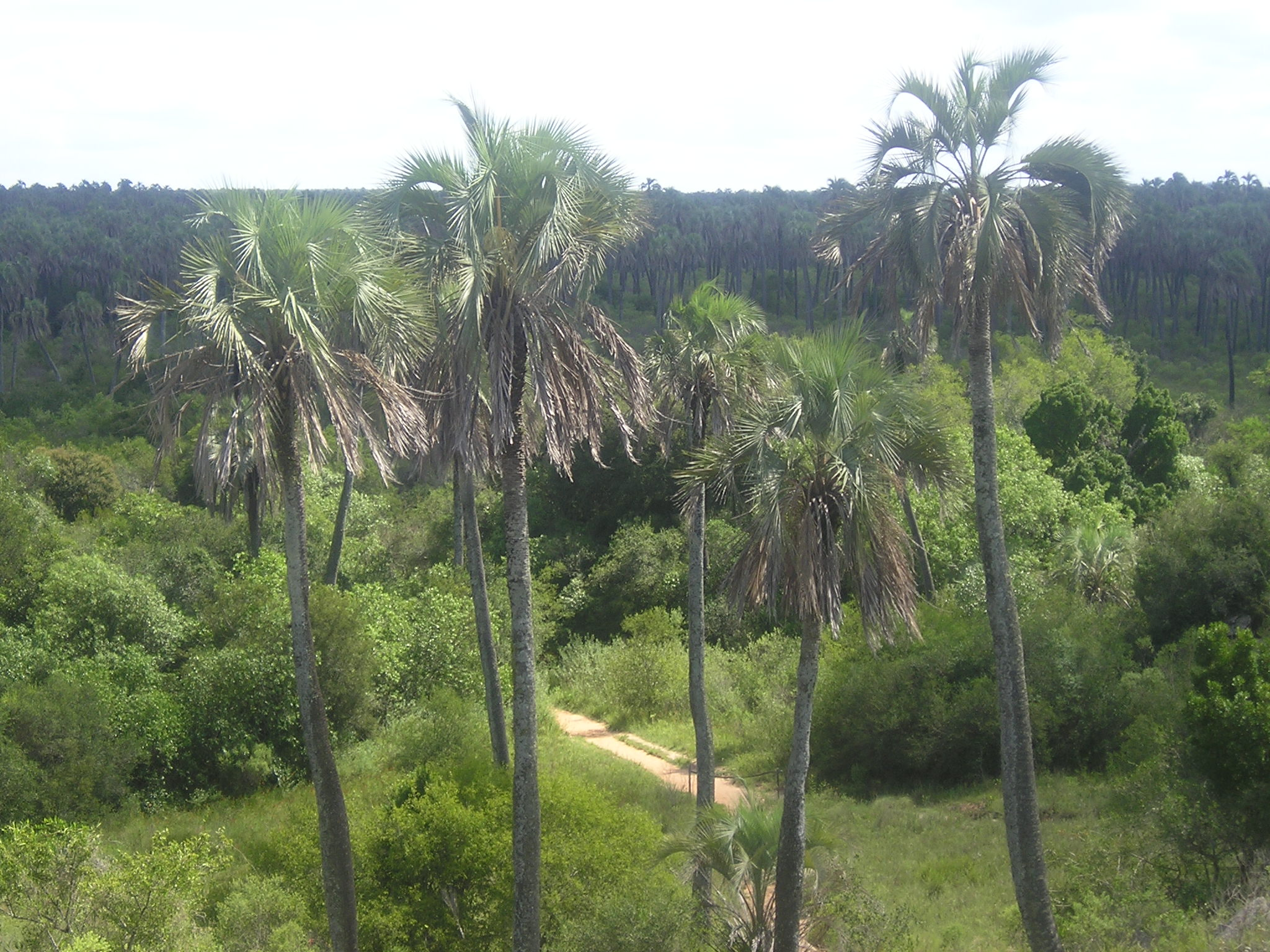
Le parc national El Palmar en Argentine (Entre-Rios)

Le parc fut créé avec l'objectif principal de sauvegarder une des dernières palmeraies de Yatay 
représentatives de celles qui, jusqu'à la fin du XXe siècle, prospéraient dans toute la région orientale de l'Entre Ríos. Sa protection s'étend en outre à d'autres milieux du patrimoine naturel comme la forêt-galerie et la forêt xérophile.
Avec une étendue totale de 8 500 hectares, l'aire protégée est représentative de l'éco-région dite espinal, à laquelle s'ajoutent certaines espèces typiques du pastizal pampeano (pâturage pampéen) et de la selva paranaense (forêt des régions du Paraná).
Les palmiers yatay se distribuaient originellement non seulement dans cette région, mais aussi dans des secteurs des provinces de Santa Fe et de  Corrientes. La population de ce palmier a considérablement diminué du fait de l'installation excessive de cultures et de pâturages.
Distance depuis les villes voisines: San José : 35 km ; Colón : 46 km ; Concordia : 54 km ; Villa Elisa : 50 km.
Le parc fait partie intégrante du site Ramsar « Palmar Yatay » depuis le 6 mai 2011.

## Faune
Le parc est un endroit idéal pour observer des espèces animales endémiques d'Amérique Latine, comme le capybara, le viscache, ou le lézard overo.

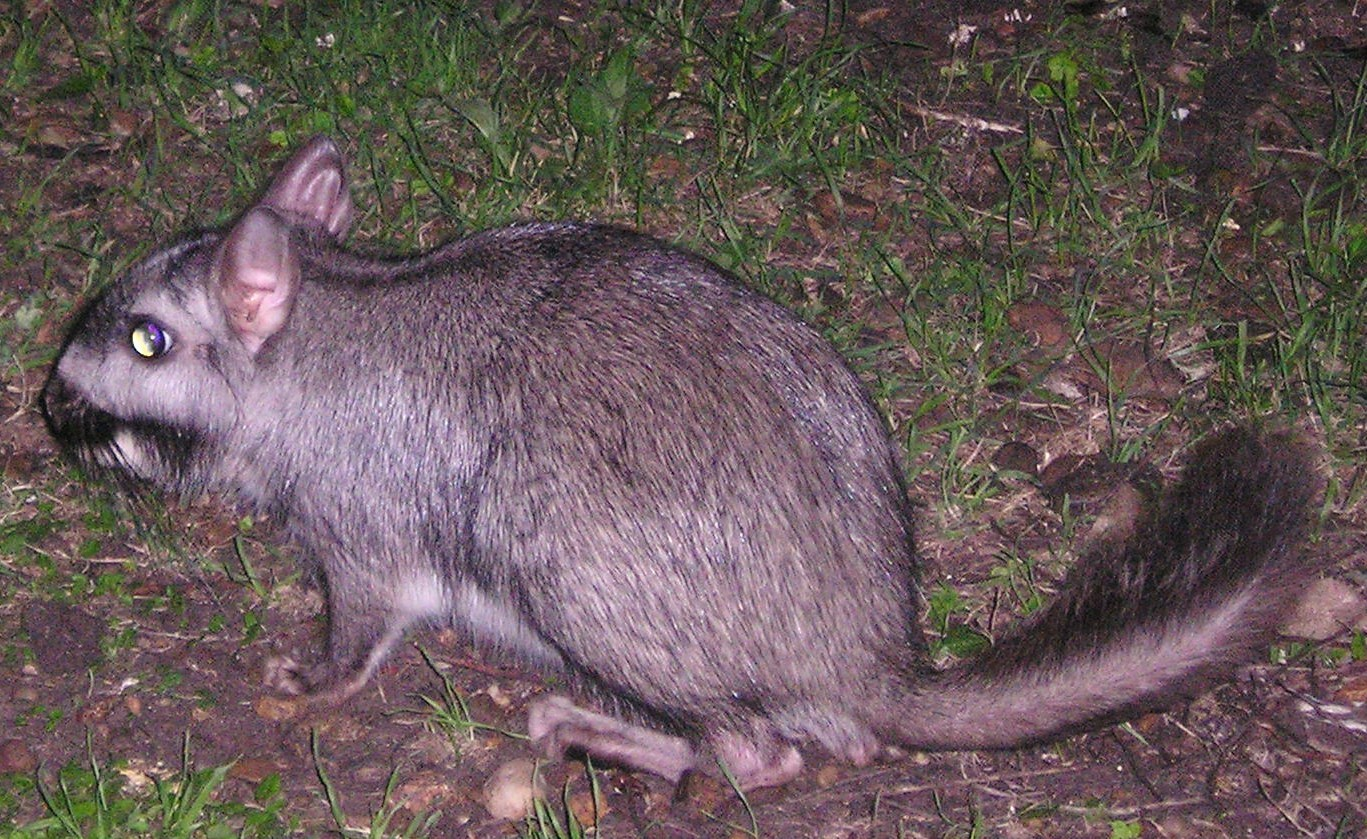
Lagostomus maximus
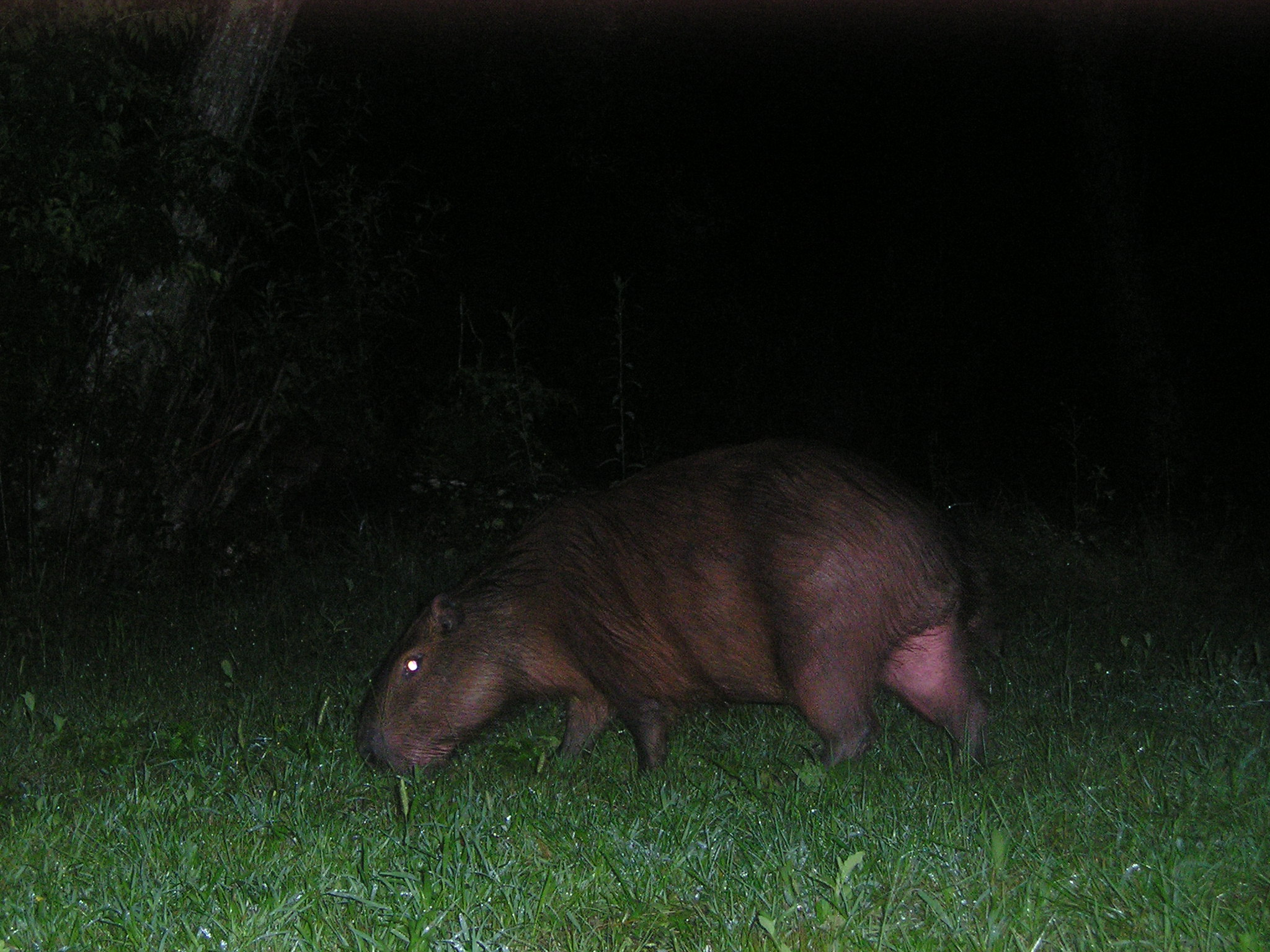
Capybara mâle
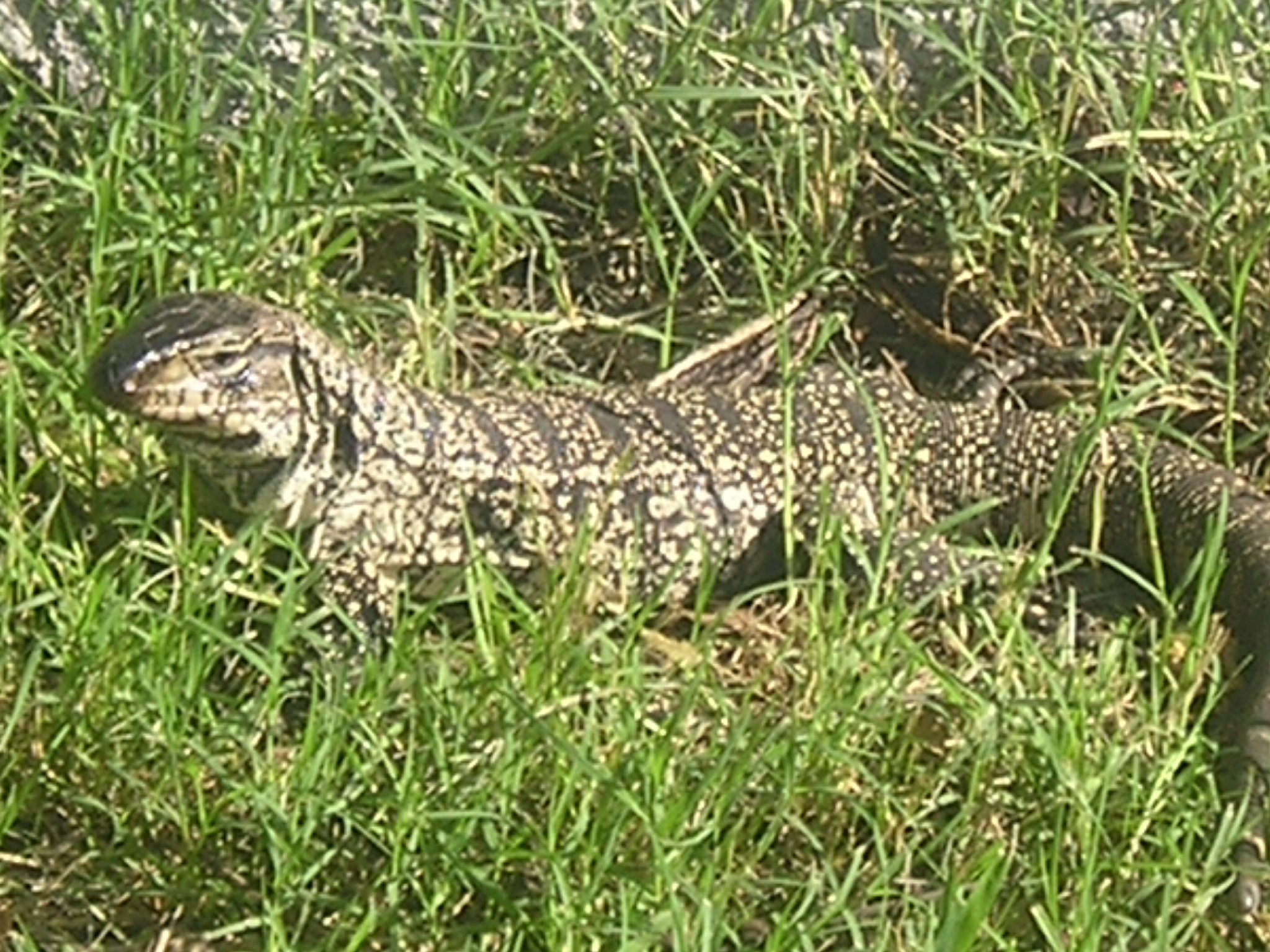
Lézard Overo

## Philatélie
Un timbre postal, illustré par une photo du parc, a été émis le 17 avril 2004 par la poste argentine dans la série sur les paysages du pays.